# Cut Nyak Meutia
Cut Nyak Meutia, även känd som Tjut Meutia och Cut Meutia, född 15 februari 1870, död 24 oktober 1910, var en indonesisk nationalhjältinna. 
Hon var gift med Teuku Cik Tunong (d. 1905) och därefter med Pang Nanggroe (d. 1910). Hennes äkta män var båda medlemmar i Acehs frihetskamp mot Nederländska Ostindien, och var befälhavare för gerillaarmér som gjorde motstånd mot den holländska militärmakten, och hon följde dem i fält och deltog i deras kamp. Hennes män dog både i kamp mot holländarna, och hon övertog då befälet över den sista makens gerillatrupper och anförde dem i strid, varefter även hon föll i kampen. 
Cut Nyak Meutia inkluderades 1964 i listan över National Hero of Indonesia, och har avbildats på en sedel. 